# 30 дана ноћи
30 дана ноћи (енгл. 30 Days of Night) је амерички хорор филм из 2007. режисера Дејвида Слајда са Џошом Хартнетом и Мелисом Џорџ у главним улогама. Филм је заснован на истоименом серијалу стрипова из 2002. године.
Радња филма смештена је у аљаском граду Бароу. Главни лик је локални шериф, Ебен Олесон, који покушава да заштити мештане свог града након што их у периоду од 30 дана ноћи нападну вампири. Ванредна ситуација ће га поново зближити са Стелом, својом супругом од које се разводи.
Филм је добио претежно позитивне критике и с буџетом од 30 милиона долара остварио зараду од преко 75 милиона долара. Номинован је за Награду Сатурн у категорији најбољих хорор филмова. Због финансијског успеха филма, 3 године касније снимљен је наставак под насловом 30 дана ноћи 2: Мрачни дани.
Највећа разлика у односу на остале хорор филмове о вампирима је та што у овом филму вампири не показују своје стандардне слабости као у свим осталим филмовима, укључујући: добијање опекотина од освештаних предмета (крст, света водица), бели лук, једић, глогов колац, руже, сребро... Једина слабост коју су задржали је што је Сунчева светлост фатална по њих, али пошто је период у коме ноћ траје 30 дана, једини начин да се униште је одсецање главе.

## Радња
Ебен Олесон је шериф у аљаском граду Бароу и пролази кроз тежак период са својом супругом Стелом. Њих двоје се након бројних несугласица налазе пред разводом и Стела се спрема да напусти Бароу, пре почетка периода од 30 дана ноћи у току ког ће све везе с градом бити прекинуте. Ипак, због саобраћајне незгоде она не стиже на последњи авион и принуђена је да сачека наредни, за 30 дана.
Исте вечери у граду почињу да се дешавају чудне ствари. Сви пси су убијени, а мистериозни странац прети да ће они доћи и убити све мештане града. Убрзо напад заиста почиње и на сваком углу града дешавају се монструозна убиства. Док Ебен схвати да се заправо ради о вампирима поред њега ће остати само Стела, његов млађи брат Џејк и група од још 10-ак људи, који су уједно и једини преживели из града. У покушају да пронађу боље склониште вампири их нападају и убијају једно по једно.
Преполовљена група успева да дочека 30. дан, али када Стела упадне у опасност, Ебен у себе убризга крв другог вампира, како би је спасао. Џејк, Стела, Гејл Робинс (мала девојчица коју је Стела спасла) и још 2 мештанке, Луси Икос и Денисе, остају једини преживели након масакра у Бароу, док се Ебен, по изласку Сунца, претвара у пепео у Стелином наручју.

## Улоге
| Глумац                | Улога                     |
| --------------------- | ------------------------- |
| Џош Хартнет           | шериф Ебен Олесон         |
| Мелиса Џорџ           | Стела Олесон              |
| Дени Хјустон          | Марлов                    |
| Бен Фостер            | странац                   |
| Марк Бун              | Бу Бровер                 |
| Марк Рендал           | Џејк Олесон               |
| Амбер Сејнсбури       | Денисе                    |
| Ману Бенет            | заменик шерифа Били Китка |
| Меган Франић          | Ирис                      |
| Џоел Тобек            | Даг Херц                  |
| Елизабет Хотхорн      | Луси Икос                 |
| Натанијел Лис         | Картер Дејвис             |
| Креј Хол              | Вилсон Булосан            |
| Чик Литлвуд           | Исак Булосан              |
| Питер Фини            | Џон Рис                   |
| Ендру Стелин          | Арвин                     |
| Џон Ролс              | Зуријал                   |
| Џаред Тарнер          | Арон                      |
| Келсон Хендерсон      | Гејб                      |
| Пуа Магашива          | Малакај Хем               |
| Грант Тили            | Гас                       |
| Рејчел Мејлтланд-Смит | Гејл Робинс               |
| Кејт Елиот            | Дон                       |
| Џејкоб Томури         | Сет                       |

## Наставци
Пре наставка из 2010. филм је добио и наставак у виду мини-серије из 2008, под насловом 30 дана ноћи: Пепео пепелу са Шони Смит у главној улози и на позицији извршног продуцента.